# 沙坪镇 (崇阳县)
沙坪镇，是中华人民共和国湖北省咸寧市崇阳县下辖的一个乡镇级行政单位。

## 行政区划
沙坪镇下辖以下地区：
凤岭社区、堰市村、码头村、进口村、沙坪村、东关村、枫树村、泉湖村、古城村、庙铺村、黄茆村和石坳村。